# Cranoglanis songhongensis
Cranoglanis songhongensis is een straalvinnige vissensoort uit de familie van de stekelmeervallen (Cranoglanididae). De wetenschappelijke naam van de soort is voor het eerst geldig gepubliceerd in 2005 door Nguyen.